# Ивкожское
Ивкожское — озеро на территории Ведлозерского сельского поселения Пряжинского района Республики Карелия.

## Общие сведения
Площадь озера — 0,6 км². Располагается на высоте 75,3 метров над уровнем моря.
Форма озера продолговатая: вытянуто с северо-запада на юго-восток. Берега озера каменисто-песчаные, местами заболоченные.
Через озеро протекает река Лоймоланйоки.
Населённые пункты возле озера отсутствуют. Ближайший — село Колатсельга — расположен в 5 км к юго-востоку от озера.
Код объекта в государственном водном реестре — 01040300211102000014213.